# Neuville-sur-Oise
Neuville-sur-Oise är en kommun i departementet Val-d'Oise i regionen Île-de-France i norra Frankrike. Kommunen ligger i kantonen L'Hautil som tillhör arrondissementet Pontoise. År 2022 hade Neuville-sur-Oise 2 089 invånare.

## Befolkningsutveckling
Antalet invånare i kommunen Neuville-sur-Oise
| Referens: INSEE |